# Go fast
« Go fast » et « Gofast » redirigent ici. Pour les autres significations, voir Go fast (homonymie).
Ne doit pas être confondu avec OFAST.
Le go fast (terme anglais ; en français : « aller vite ») est une technique utilisée par les trafiquants pour importer des produits stupéfiants ou de contrebande. Par extension, le terme désigne aussi le véhicule utilisé.

## Origines: lego fastnautique

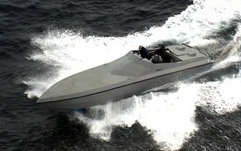
Go fast photographié par la Drug Enforcement Administration (DEA)

Le terme go fast, un anglicisme, vient d'une technique appliquée par des embarcations très puissantes et rapides appelées go-fast boats aux États-Unis, souvent équipées de plusieurs moteurs, pour acheminer vite et discrètement la cocaïne d'Amérique du Sud vers les États-Unis (mer des Caraïbes).
La technique s'est aujourd'hui développée en Méditerranée pour acheminer vers l'Europe la résine de cannabis en provenance du Maroc, mais aussi des cigarettes de contrebande, voire du trafic d'êtres humains.

## Lego fastroutier
En Europe, depuis le début des années 1990, la pratique du go fast s'est développée sur route. Les trafiquants utilisent alors deux véhicules : l'un servant à transporter les marchandises, l’autre servant d’éclaireur. Le trajet se fait par l'autoroute, avec des voitures de grosse cylindrée, souvent volées. 
La tactique ne consiste cependant pas à rouler le plus rapidement possible, comme pourrait le laisser présumer le mot « fast ». En effet, les trafiquants s'appliquent à conduire à la vitesse autorisée pour éveiller le moins possible les soupçons. La vitesse ne joue un rôle primordial qu'en cas de problème avec les forces de l'ordre. Le but est de déjouer les tentatives d'interception des douaniers ou de trafiquants rivaux : la voiture « ouvreuse », qui précède la voiture transporteuse, prévient sa complice des éventuels barrages ou contrôles. Parfois, les convois comprennent une ou plusieurs voitures « suiveuses », prêtes à intervenir en cas de problème.
Le trafiquant de stupéfiants français Bernard André, dit « Le Baron », est cité dans un documentaire de 2016 comme étant l'inventeur de cette technique à la fin des années 1980, servant au trafic de cannabis entre l'Espagne et la France.

## Originalité: lego slow
Les enquêtes menées dans les années 2010 ont mis au jour une nouvelle technique qui a été surnommée « go slow » (« aller lentement ») par la presse. Le transport des produits stupéfiants s'effectue alors par des routes secondaires. Ici, le temps n'est pas primordial, l'important étant d'éviter les contrôles. 
Cette technique, cependant, semble avoir été mise au point bien avant que la presse ne s'y intéresse. Éviter les forces de l'ordre est une technique primordiale du commerce interlope.[réf. souhaitée]

## Dans la culture populaire

### Cinéma
La technique par bateau est détaillée dans le film Miami Vice : Deux flics à Miami (2006) de Michael Mann.
La technique routière a inspiré les films Go Fast (2008) d'Olivier Van Hoofstadt, Le Convoi (2016) de Frédéric Schoendoerffer, Burn Out (2017) de Yann Gozlan, La Mule (2018) de Clint Eastwood et Balle perdue (2020) de Guillaume Pierret.

### Télévision
La technique routière a également été utilisée dans la série Validé (2020) de Franck Gastambide où l'on peut voir le personnage d'Apash (Clément Hatik) effectuer un go fast à bord d'une Audi pour récupérer de la drogue.